# Salizzole
Salizzole település Olaszországban, Veneto régióban, Verona megyében. Lakosainak száma 3743 fő (2023. január 1.). Salizzole Bovolone, Concamarise, Isola della Scala, Nogara és Sanguinetto községekkel határos.

## Népesség
A település népességének változása:
| Lakosok száma | 3772 | 3804 | 3743 |
|               | 2017 | 2018 | 2023 |